# Reduta Qortin
Reduta Qortin (malt. Ridott tal-Qortin, ang. Qortin Redoubt), znana też jako Reduta Eskalar (malt. Ridott t'Eskalar, ang. Eskalar Redoubt) – reduta w granicach miejscowości Mellieħa na Malcie. Zbudowana przez Zakon Maltański w latach 1715-1716 jako jedna z serii fortyfikacji brzegowych dokoła Wysp Maltańskich. Reduta istnieje do dzisiaj, lecz współcześnie została częściowo zmodyfikowana.

## Historia
Reduta Qortin została zbudowana w latach 1715-1716 jako część pierwszej serii fortyfikacji brzegowych na Malcie. Była jedną z części łańcucha fortyfikacji zbudowanych do ochrony północnego wybrzeża Malty. W skład tego łańcucha wchodziła też Wieża Armier, kilka baterii, redut oraz umocnień (entrenchments). Najbliższą do reduty Qortin fortyfikacją jest Reduta Tal-Bir na zachodzie oraz Bateria Vendôme na wschodzie.
Oryginalnie reduta składała się z pięciokątnej platformy z niskim parapetem. Prostokątny blokhauz był zbudowany w centrum. Reduta nie była uzbrojona w broń ciężką.
Budowa Reduty Qortin kosztowała około 1239 scudi.

## Dziś
Dziś pięciokątna platforma wciąż istnieje, lecz parapet został usunięty. Blokhauz został rozebrany, a na jego miejscu zbudowano letni domek.